# Língua murui huitoto
A língua murui huitoto (também uitoto ou witoto), apenas murui ou ainda bue, é uma língua ameríndia falada por cerca de 2000 pessoas no noroeste da América do Sul, nos territórios da Colômbia e do Peru, principalmente entre os rios Caqueta e Putumayo. Faz parte da família linguística uitoto, uma das menores da região amazônica, e é listada como língua ameaçada no Ethnologue. Observa-se uma rápida transição para o uso do espanhol entre seus falantes, quase não existindo mais falantes monolíngues em murui mesmo entre a população mais velha.

## Etimologia
Acredita-se que a denominação huitoto (também escrita como uitoto ou witoto) tenha sido inicialmente atribuída ao grupo de forma externa pelo povo carijona, significando “pessoa” ou “humano”, porém com conotação pejorativa. Mais tarde, o nome ganhou adesão de missionários e comerciantes de borracha, tornando-se o termo geral utilizado para se referir aos murui e aos demais falantes de línguas dessa família. Entretanto, alguns representantes dos murui recusam o exônimo huitoto e reivindicam o direito de ter sua identidade específica reconhecida.
O termo endônimo murui, denominação utilizada pelo povo para se referir a si mesmo, estaria relacionada ao nome de Muruima, ancestral primordial mitológico dessa cultura, porém o significado e a origem etimológica da palavra não são claros. Já bue, outro termo utilizado para se referir à língua, vem diretamente do termo nativo correspondente ao “o que?” interrogativo no português. De acordo com o mito de criação murui, essa foi a primeira palavra pronunciada pelo ancestral Muruima ao surgir, ação que teria feito com que a língua nascesse.

## Distribuição

### Distribuição geográfica
O povo murui está distribuído ao longo da bacia do rio Amazonas, mais especificamente nos territórios da Colômbia e do Peru. Na Colômbia, habitam a região do rio Caqueta, do rio Putumayo e de seus afluentes, Igara-Paraná e Cara-Paraná. No Peru, encontram-se ao longo dos rios Ampi-Yacú e Napo. Ademais, há uma comunidade mista dos povos murui e mɨnɨka no Resguardo Indígena Tikuna-Uitoto, próximo à cidade de Leticia, na Colômbia. De forma geral, os murui estão estabelecidos em aldeias e reservas, porém há também um considerável número de famílias morando em cidades colombianas, como Bogotá e Leticia, e peruanas, como Iquitos.
Os povos uitoto, de forma geral, fazem parte de um complexo cultural conhecido como Gente del Centro ('Gente/Povos do Centro') ou Região Caqueta-Putumayo, que abrange também os grupos bora (bora, miraña e muinane), um grupo arauaque do norte (resígaro), e o grupo andoque. Esses povos compartilham uma série de características culturais, ocorrendo entre eles troca de bens, casamentos, multilinguismo e rituais em comum relacionados ao consumo de coca e tabaco.

### Dialetos e línguas relacionadas
De um ponto de vista estritamente linguístico, murui poderia ser considerado um dos quatro dialetos de uma língua, a uitoto, por ser mutualmente inteligível em relação aos demais "dialetos", mɨka, mɨnɨka e nɨpode. Entretanto, do ponto de vista político, apesar de reconhecerem uma ancestralidade comum, os falantes dessas variedades se entendem como quatro povos diferentes, falantes de línguas diferentes, justificando a discussão de murui como língua separada. Além do agrupamento que engloba murui, mɨka, mɨnɨka e nɨpode, a família uitoto também conta com outras duas línguas, nonuya e ocaina. Ademais, as línguas uitoto estão historicamente em contato próximo com as línguas bora, porém a teoria de que fariam parte de uma mesma família é controversa.

## Fonologia

### Vogais
A língua murui possui seis vogais orais, sendo três delas fechadas, duas semiabertas e uma aberta. Apenas duas vogais, /ɔ/ e /u/, são arredondadas.
|            | Vogais curtas | Vogais curtas | Vogais curtas | Vogais longas | Vogais longas | Vogais longas |
|            | Anterior      | Central       | Posterior     | Anterior      | Central       | Posterior     |
| ---------- | ------------- | ------------- | ------------- | ------------- | ------------- | ------------- |
| Fechada    | i             | ɨ             | u             | iː            | ɨː            | uː            |
| Semiaberta | ɛ             |               | ɔ             | ɛː            |               | ɔː            |
| Aberta     |               | a             |               |               | aː            |               |

Cada vogal curta possui uma vogal longa correspondente, que constitui um fonema diferente de sua versão curta na língua. Vogais longas só ocorrem na primeira sílaba de palavras e são tônicas, sendo representadas na ortografia pela repetição da letra referente à vogal curta (por exemplo, /iː/ é escrita como 'ii').
Os ditongos em murui são predominantemente decrescentes, formados por /a/, /ɛ/ ou /ɔ/ seguidas das vogais fechadas /i/ ou /ɨ/, como nas palavras fɨvui ('lua') e abaikɨ ('totem').

### Consoantes
A língua murui possui dezessete consoantes, sendo seis delas plosivas, cinco fricativas, três nasais, duas africadas e uma tepe.
|             | Bilabial | Labiodental | Dental | Alveolar | Pós-alveolar | Palatal | Velar | Glotal |
| ----------- | -------- | ----------- | ------ | -------- | ------------ | ------- | ----- | ------ |
| Plosiva     | (p) b    |             |        | t d      |              |         | k ɡ   |        |
| Africada    |          |             |        |          | t͡ʃ d͡ʒ        |         |       |        |
| Nasal       | m        |             |        | n        |              | ɲ       |       |        |
| Tepe        |          |             |        | ɾ        |              |         |       |        |
| Fricativa   |          | f v         | θ      | *s       |              |         |       | h      |
| Aproximante |          |             |        |          |              |         |       |        |

O fonema /p/ é de ocorrência marginal, podendo ser considerado arcaico na língua, e /s/ é um fonema não nativo proveniente do contato com o espanhol. A depender da fonte, as consoantes labiodentais /f/ e /v/ são listadas alternativamente como as bilabiais /ɸ/ e /β/.

## Ortografia
A língua murui não possui sistema de escrita original próprio. Sua escrita é realizada por meio do alfabeto latino, podendo variar ligeiramente entre diferentes registros. Em uma das descrições mais recentes e extensivas da língua, Wojtylak segue a seguinte convenção:
|            | Grafia | Fonema | Pronúncia                |
| ---------- | ------ | ------ | ------------------------ |
| Consoantes | ⟨p⟩    | /p/    | pato                     |
| Consoantes | ⟨b⟩    | /b/    | babo                     |
| Consoantes | ⟨t⟩    | /t/    | tato                     |
| Consoantes | ⟨d⟩    | /d/    | dado                     |
| Consoantes | ⟨k⟩    | /k/    | casa                     |
| Consoantes | ⟨g⟩    | /ɡ/    | gato                     |
| Consoantes | ⟨ch⟩   | /t͡ʃ/   | tchau                    |
| Consoantes | ⟨y⟩    | /d͡ʒ/   | dia (no dialeto carioca) |
| Consoantes | ⟨m⟩    | /m/    | mato                     |
| Consoantes | ⟨n⟩    | /n/    | nato                     |
| Consoantes | ⟨ñ⟩    | /ɲ/    | sonhar                   |
| Consoantes | ⟨r⟩    | /ɾ/    | caro                     |
| Consoantes | ⟨f⟩    | /f/    | fato                     |
| Consoantes | ⟨v⟩    | /v/    | voto                     |
| Consoantes | ⟨z⟩    | /θ/    | think em inglês          |
| Consoantes | ⟨j⟩    | /h/    | hat em inglês            |
| Vogais     | ⟨a⟩    | /a/    | casa                     |
| Vogais     | ⟨e⟩    | /ɛ/    | certo                    |
| Vogais     | ⟨i⟩    | /i/    | amigo                    |
| Vogais     | ⟨ɨ⟩    | /ɨ/    | ты (ty) em russo         |
| Vogais     | ⟨o⟩    | /ɔ/    | mola                     |
| Vogais     | ⟨u⟩    | /u/    | mula                     |

## Gramática
O murui é uma língua nominativa-acusativa e amplamente aglutinante, com uma grande variedade de sufixos porém sem a presença de prefixos, o que a diferencia de demais línguas uitoto. Possui três classes abertas de palavras (substantivos, verbos e adjetivos), três classes semifechadas (advérbios, palavras de tempo e palavras de número) e sete classes fechadas (quantificadores/intensificadores, pronomes, demonstrativos, interrogativos, adposições, interjeições e o conectivo ie).

### Sentença
A ordenação dos elementos da oração em murui tende a seguir o padrão SV (sujeito de verbo intransitivo - verbo) para construções intransitivas e AOV (sujeito de verbo transitivo - objeto - verbo) para construções transitivas, porém essa ordem pode ser alterada em algumas circunstâncias.

### Pronomes
A língua murui possui uma série de pronomes pessoais utilizados para se referir a entes animados. Esses pronomes variam em três números (singular, duplo e plural) e em dois gêneros (masculino e feminino), porém a marcação de gênero não acontece na primeira e na segunda pessoas do singular nem nas pessoas do plural.
|           | Singular | Singular  | Duplo    | Duplo   | Plural |
| --------- | -------- | --------- | -------- | ------- | ------ |
| Masculino | Feminino | Masculino | Feminino |         | Plural |
| 1ª pessoa | kue      | kue       | koko     | kaiñaɨ  | kaɨ    |
| 2ª pessoa | oo       | oo        | omɨko    | omɨñoɨ  | omoɨ   |
| 3ª pessoa | -mɨe     | -ñaiño    | -aɨmaiaɨ | -aɨñuaɨ | -makɨ  |

Os pronomes de terceira pessoa são necessariamente acompanhados de demonstrativos. Mais comumente, são utilizados os demonstrativos i-, que indica especificidade, e nai-, que indica não especificidade. Por exemplo, o pronome da terceira pessoa do singular no masculino (sempre 'ele' em português) pode aparecer em murui como imɨe ('ele' específico) ou como naimɨe ('ele' não específico).

### Verbos

#### Tempo
Os tempos verbais em murui estão divididos entre futuro e não-futuro. O não-futuro é a forma padrão não marcada do verbo e é utilizada para se referir tanto ao presente quanto ao pretérito. Para a diferenciação entre esses dois tempos, são empregadas palavras com ideia de temporalidade, como jai ('já'), nare ('ontem') e jaie/jae ('no passado').
O futuro é utilizado para se referir a eventos que devem acontecer tanto em um futuro próximo quanto indefinido, e é marcado pela adição do sufixo -it(ɨ) e/ou pelo alongamento da vogal inicial do radical verbal. A marcação do tempo futuro é obrigatória e a omissão de seu indicador acarreta necessariamente uma mudança de sentido. Palavras que indicam momentos futuros, como jaa ('em breve') e ɨkare ('amanhã') também podem acompanhar essas formas verbais, especificando-as.
| Não-futuro        | Futuro              |
| ----------------- | ------------------- |
| ite ('ser')       | ite ('será')        |
| mete ('lamber')   | meeite ('lamberá')  |
| boote ('queimar') | booite ('queimará') |

#### Aspecto
A língua murui possui uma série de marcadores que denotam aspecto gramatical, acoplados a verbos para categorizá-los de acordo com a fase de realização da ação, sua extensão temporal, seu grau de intensidade e sua frequência.
O único marcador na língua que indica a fase de realização de uma ação é o terminativo -bi, restrito a alguns verbos específicos e utilizado para caracterizar atividades ou processos já completos. A seguir, duas orações em murui, a primeira sem o marcador terminativo e a segunda com:
| boride                            |
| '(O relâmpago) pisca.'            |
|                                   |
| boribide                          |
| '(O relâmpago) piscou (e sumiu).' |
A língua possui também um único marcador para denotar a extensão temporal de um verbo, o sufixo -ri, que indica um processo de longa duração, que se distribui ao longo do tempo. A seguinte construção, por exemplo, pode ser utilizada para se referir a um período de guerra:
| naɨraɨ jobairiya                     |
| 'Eles lutaram (por um longo tempo).' |
Já o grau de intensidade de uma atividade é indicado pela presença da reduplicação do radical verbal. Na frase a seguir, o radical do verbo em sua forma original seria ro(te) ('cantar'), porém aparece reduplicado para denotar alta intensidade:
| kue ɨraiziyemo ɨkare rooroitɨkue                            |
| 'Durante a celebração amanhã estarei cantando (e cantando)' |
Por fim, a língua possui uma categoria de sufixos para denotar a frequência de realização de uma atividade. Por exemplo, o sufixo -vui (ou -zoi, quando vem depois de /i/) indica uma ação que costumava ser habitual no passado, sendo comumente utilizado em narrativas sobre um passado mitológico distante. Enquanto isso, o uso de -kabi denota atividades habituais ou repetitivas no presente.
| Flor Nofɨkomo jaie izoide                                        |
| 'Flor (nome próprio) costumava morar em La Chorrera no passado.' |
|                                                                  |
| naga fɨemona muidomo Elver Bogotámo jaaikabide                   |
| 'Ao final de todo verão, Elver (nome próprio) vai a Bogotá.'     |

#### Modalidade
Em murui, há uma variedade de sufixos que são acoplados a verbos para caracterizar a relação do falante com a atividade em questão. Esses marcadores indicam, por exemplo, a atitude (desejo ou apreensão) assumida diante do evento ou a habilidade de realização da ação.
Em relação à atitude, o sufixo desiderativo -aka expressa desejo do falante em relação à atividade descrita pelo verbo. Já o sufixo apreensivo -iza expressa receio ou medo de algo que pode vir a acontecer no futuro, e aparece por vezes como uma tentativa do falante de evitar que tal evento de fato ocorra.
| kue daje jɨko ua raize tooɨakadɨkue      |
| 'Eu quero criar meu cachorro muito bem.' |
| jadie raegɨ rɨfɨrede! uaiza!                               |
| 'Esse tronco de árvore está escorregadio! Você pode cair!' |
Em relação à habilidade, presença de habilidade ou permissão para realizar uma atividade é indicada pelo sufixo atributivo positivo -re, enquanto a falta de habilidade ou permissão é indicada pelo sufixo atributivo negativo -ni.
| bie oomo reiredɨkue             |
| 'Eu posso dizer isto para você' |
| iyemo ɨɨnideza                 |
| '(Ele) não pode nadar no rio.' |

#### Evidencialidade
A língua murui possui um sistema de evidencialidade utilizado para indicar quando uma informação é relatada, ou seja, não foi percebida de primeira mão pelo falante e sim adquirida por meio de outras fontes. Para isso, é adicionado o sufixo -ta ao verbo. Essa marcação só é aplicada a verbos em terceira pessoa e aparenta estar entrando em desuso. Atualmente, falantes comumente a omitem e fazem uso de outras formas de indicar que uma informação é relatada, a exemplo do uso de verbos que indicam citação, como reite ('falar').
O marcador -ta pode também indicar que uma informação sensorial foi percebida por meio da audição e não da visão, como no exemplo a seguir, em que o falante ouviu porém não viu a ação relatada:
Neily jaɨzideta.
'Neily (nome próprio) riu.'

#### Voz
A voz passiva em murui só pode ser aplicada a verbos puramente transitivos ou bitransitivos. É evidenciada pela adição de um sufixo ao verbo e pela reorganização da ordem da construção, de forma que o objeto tome o lugar do sujeito e vice-versa. Os marcadores que denotam passividade são diferentes de acordo com o tempo verbal, porém possuem as mesmas propriedades sintáticas e semânticas. O sufixo -ka ou -ga é utilizado no pretérito e no presente, enquanto o sufixo -yɨ é utilizado no futuro.
| Voz ativa   | kue moo kɨrɨgaɨna atɨde             |
| Voz ativa   | 'Meu pai trouxe uma cesta.'         |
| Voz passiva | kɨrɨgaɨ kue moo atɨka               |
| Voz passiva | 'A cesta foi trazida pelo meu pai.' |

Quando a construção passada para a voz passiva está na primeira ou segunda pessoa, é adicionado também o pronome pessoal ao verbo, logo após o sufixo de passividade, como no exemplo a seguir, em que kue é o pronome pessoal da primeira pessoa do singular:
| janayari rɨgakue              |
| 'Eu fui comido por uma onça.' |

## Vocabulário

### Declaração Universal dos Direitos Humanos
Segue o primeiro artigo da Declaração Universal dos Direitos Humanos em murui e sua versão em português:
| Murui Rafue 1. Nana caɨ comuillamona dama caɨ abido itɨcaɨ. Caɨ comuillamona jɨaɨmɨe anamo iñedɨcaɨ. Nana daje facaiconi itɨcaɨ. Abɨ uiñuanona comuidɨcaɨ. Danɨ coninɨrie caɨ nabairilla. |  | Português Artigo 1. Todos seres humanos nascem livre e iguais em dignidade e direitos. São providos de razão e consciência e devem agir uns em relação aos outros num espírito de fraternidade. |

### Vocabulário de caça
Quando caçam, falantes da língua murui fazem uso de um sistema de substituição lexical com o objetivo de evitar pronunciar os nomes dos animais em voz alta. Segundo os murui, falar os nomes “verdadeiros” atrapalharia a atividade, pois os espíritos dos animais saberiam que correm perigo e escapariam. Logo, foi desenvolvido um arsenal de termos substitutos que surgem de associações, por exemplo, entre a forma física ou comportamento do animal e algum objeto preferencialmente não relacionado à fauna. Por exemplo, a palavra ɨme (nome para roedores como a cutia) é substituída por mizeyɨ, uma fruta muito consumida por esses animais, e a palavra janayari ('onça-pintada') é substituida por uibiyɨ, uma fruta cujo formato lembra as patas da espécie.